# Славенас, Паулюс Винцович
Паулюс Винцович Славенас (Павел Викентьевич Славенас, лит. Paulius Slavėnas, 1901 −1991) — советский и литовский астроном, математик, историк и философ науки, педагог и организатор науки в Литве.

## Биография
Родился в Москве в семье врача, выходца из зажиточных литовских крестьян; мать была русской. В 1918 году поступил на физико-математический факультет МГУ, но после двух курсов вынужден был оставить учёбу и работать счетоводом на Рязанско-Уральской железной дороге, затем был призван в Красную армию. Через год, переведённый в Москву, работал штабным писарем и секретарём Московского военного округа. Посещая по вечерам лекции в университете, закончил 3-й курс (1923). В связи с договорами между СССР и странами Прибалтики уехал в 1923 году вслед за отцом в Литву (мать осталась в России). 
В Каунасе окончил университет и в 1925—1927 годах проходил аспирантуру по астрономии в Йельском университете (США), специализируясь по небесной механике, после чего вернулся в Литву. В 1930—1940 годах — приват-доцент каунасского Университета Витовта Великого, с 1940 года — доцент, заведующий кафедрой математики, с 1941 года — профессор. При фашистской оккупации Литвы был отстранён от преподавательской деятельности и вернулся к ней только после освобождения Литвы Советской армией. С 1944 года — профессор, в 1944—1952 и 1956—1969 годах — заведующий кафедрой астрономии, с 1969 года — профессор-консультант Вильнюсского университета. В 1949—1953 годах — ученый секретарь АН ЛитССР. В 1959 году организовал Астрономический сектор АН ЛитССР. Заслуженный деятель науки Литовской ССР (1959).
Академик АН ЛитССР (1968), член-корреспондент Международной академии истории науки (1966).
Основные труды в области строения и эволюции звездных систем, астрофотометрии, теории относительности. Ряд работ касается истории науки и вопросов формирования научного мировоззрения. Активно участвовал в организационной и координационной работе историков науки Литовской ССР.

## Публикации
- Saulės sistema. Vilnius, 1946
- Pasaulio praeitis. Vilnius, 1946
- Žvaigždės, Vilnius, 1948
- Saulės sistemos santvarka. 1949
- Didžioji mūsų žvaigždžių sistema. 1949
- Visatos santvarka ir evoliucija. 1949
- Pasaulio kilmė. 1950
- Dabartinis mokslas apie pasaulio išsivystymą. 1954
- Ar galima gyventi Visatoje. 1957
- Visatos sandara. 1960